# Fat Laces

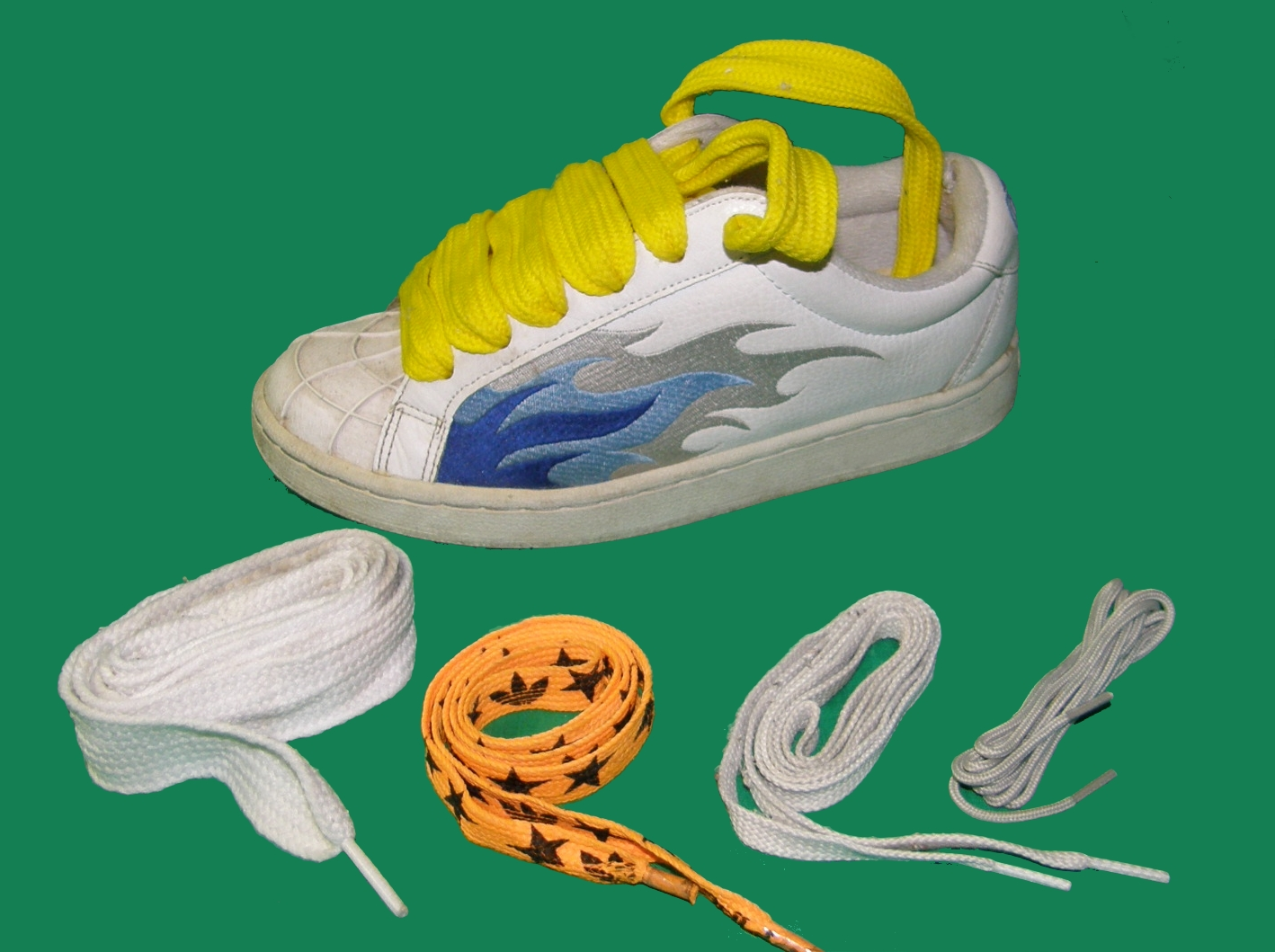
Buffalo-Schuh mit gelbem 32 mm breitem Fat Laces-Schnürsenkel, darunter 32 mm, 16 mm, 8 mm und 3 mm (rund) normalen Schnürsenkeln

Fat Laces sind extrem breite Schnürsenkel, die in der Hip-Hop- und Skater-Bewegung eine starke Verbreitung haben.
Ihren Ursprung haben die Fat Laces in der New Yorker Hip-Hop-Bewegung der frühen 1970er Jahre. Als Erfinder der Fat Laces wird von diversen Old-School-Hip-Hop-Pionieren der New Yorker Tänzer Jorge „Fabel“ Pabon (Rock Steady Crew/Tools of War) genannt (vgl. Film Beat Street).
Fat Laces werden zwar in die dafür vorgesehenen Löcher an den Schuhen eingefädelt, jedoch werden sie in der Regel nicht zugebunden, da das den dekorativen Effekt durch den Zug (Laces werden schmaler) zerstören würde. Die Laces werden dabei oft penibel in symmetrischer Folge, in geraden Linien oder manchmal pro Schuh auch in zwei abwechselnden Farben in die Schuhe eingefädelt.
Die Schnürsenkel sind meistens 2 bis 4 cm breit und 1,20 m oder sogar 1,40 m lang und werden hauptsächlich in typischen Sneakers aus dem Retrobasketballbereich verschiedener Marken getragen.
Auf den B-Boy-Characters der Graffiti-Künstler wurden die Schuhbänder der Einfachheit halber komplett weiß dargestellt. Zuerst wurden, um den optischen Eindruck zu erreichen, anstelle von Schnürsenkeln Tücher getragen. Später wurde die Idee von der Industrie aufgegriffen und auch farbige Varianten maschinell hergestellt.